# Parafia św. Józefa Robotnika w Kurowie
Parafia Świętego Józefa Robotnika w Kurowie – parafia rzymskokatolicka w Kurowie należąca do dekanatu Sucha Beskidzka archidiecezji Krakowskiej. Erygowana w 1993.